# コントラバスギター
コントラバスギターとは、一般的な大きさのクラシックギター(プライムギター)よりも大きいギターのことである。そのため、クラシックギターよりも音が低く、クラシックギターよりも1オクターブ低く調弦する。
調弦は6弦から、E1・A1・D2・G2・B2・E3である。19フレットのため最高音はB4である。